# Vlaka (żupania dubrownicko-neretwiańska)
Vlaka – wieś w Chorwacji, w żupanii dubrownicko-neretwiańskiej, w gminie Slivno. W 2011 roku liczyła 294 mieszkańców.